# Nationalpark Niedersächsisches Wattenmeer

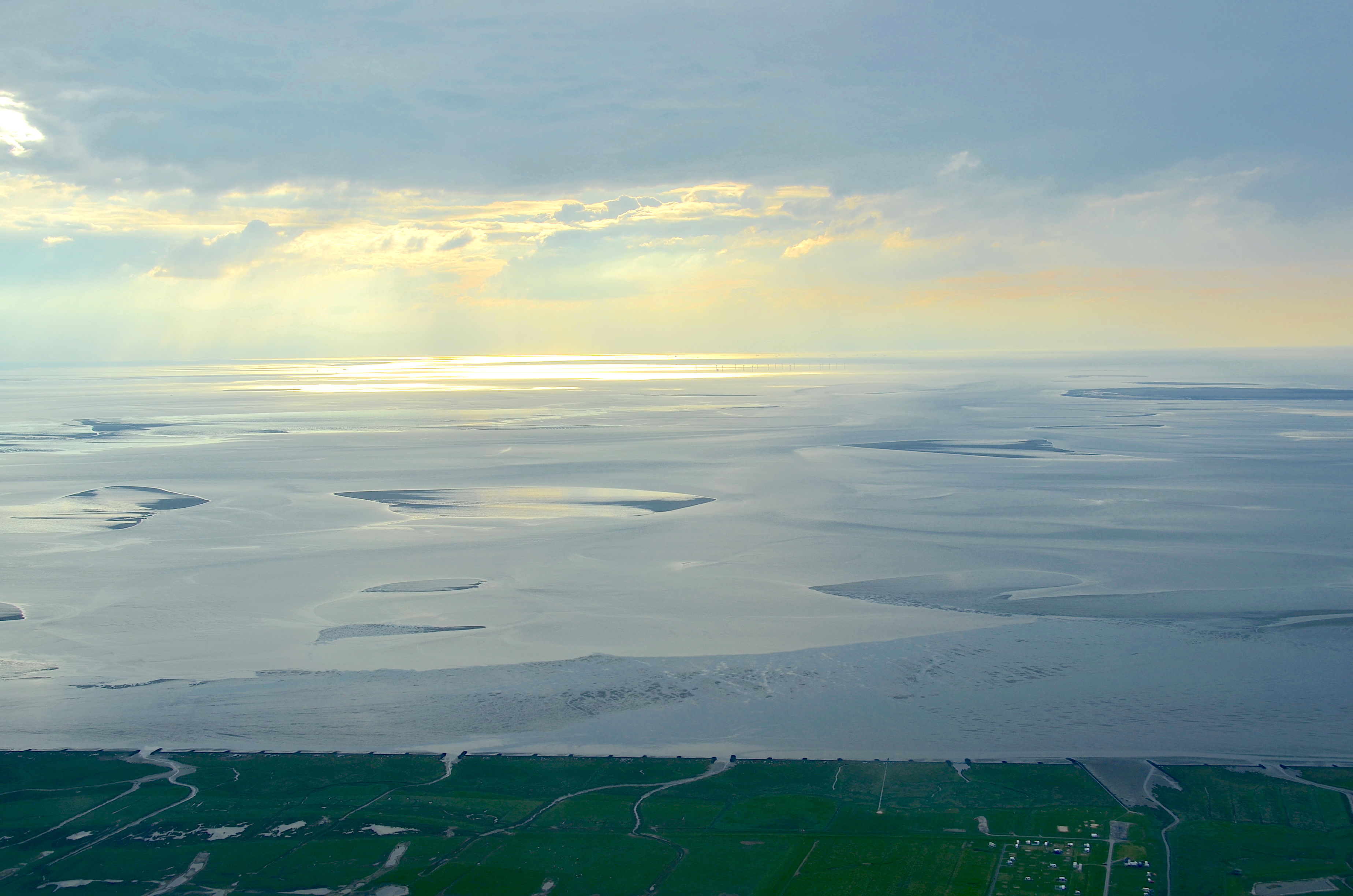
Blick über die Wurster Nordseeküste auf das Niedersächsische Wattenmeer (2019)

Der Nationalpark Niedersächsisches Wattenmeer besteht seit 1986 und umschließt die Ostfriesischen Inseln, Watten und Seemarschen zwischen Dollart an der Grenze zu den Niederlanden im Westen und Cuxhaven bis zur Außenelbe-Fahrrinne im Osten. Der Nationalpark ist etwa 345.800 ha groß. Die Nationalparkverwaltung befindet sich in Wilhelmshaven. Der Nationalpark Niedersächsisches Wattenmeer gehört zusammen mit dem Nationalpark Schleswig-Holsteinisches Wattenmeer, dem Nationalpark Hamburgisches Wattenmeer, dem dänischen Nationalpark Vadehavet und dem niederländischen Wattenmeer zum UNESCO-Weltnaturerbe.

## Ökologie
Zu schützende Lebensräume dieses Nationalparks sind unter anderem das Watt, Sandbänke, Salzwiesen, Strände, Dünen und Flussmündungen in die Nordsee. Besonderes Augenmerk gehört dabei der für das Wattenmeer typischen Fauna und Flora.
Die Küste der Nordsee ist ungewöhnlich flach. Der Meeresboden fällt teilweise nur wenige Zentimeter pro Kilometer ab. Zweimal täglich trägt die Flut Sand, Ton und Schluff in das Gebiet des Wattenmeeres. Dünen kennzeichnen die Küste, die der Wind aus den feinen Sandkörnchen aus dem bloßgelegten Watt aufbaut.
Das Wattenmeer ist nach dem Tropischen Regenwald das zweitproduktivste Ökosystem – nur dieser übertrifft das Wattenmeer an lebendiger Biomasse. Die im Wattenmeer zu findenden Lebensformen umfassen Kieselalgen, Schnecken, Würmer, Muscheln und Garnelen. Ein typischer Bewohner des Sandwatts ist der Wattwurm, der in einer u-förmigen Röhre unter der Wattoberfläche lebt.
Bis zu 4000 Tier- und Pflanzenarten sind auf den ungewöhnlich nahrungsreichen Lebensraum Wattenmeer spezialisiert. So leben beispielsweise Brandgänse von den Wattschnecken, die zu Hunderttausenden auf der Wattoberfläche zu finden sind. Die etwa 180.000 Vögel zählende nordwesteuropäische Brandgans-Population verbringt außerdem ihre Mauserzeit zwischen Juli und September im Wattenmeer. Auch etwa 200.000 Eiderenten verbringen hier ihre Mauserzeit; etwa 1000 Eiderentenpaare nutzen das Watt der Nordsee als Brutgebiet. Die meisten davon brüten auf der Insel Amrum.
Gleichzeitig ist das Wattenmeer Rastgebiet für Brutvögel nordischer Länder, die sich hier die Fettreserven anfressen, die sie für eine erfolgreiche Brut benötigen. So finden sich im gesamten Wattenmeer etwa 10–12 Millionen Watvögel, Gänse, Enten und Möwen ein.
Auf den Sandbänken im Wattenmeer sind Seehunde zu beobachten und an das Wattenmeer grenzen Salzwiesen, Sandstrände und Dünen. Auf den Salzwiesen, die den Säbelschnäblern und Seeschwalben als Brutgebiet dienen, blüht im Sommer die Stranddistel und der Strandflieder. Typischste Pflanze der Dünen ist der Gewöhnliche Strandhafer, der mit seinem ausgedehnten Wurzelwerk die Dünen befestigt.

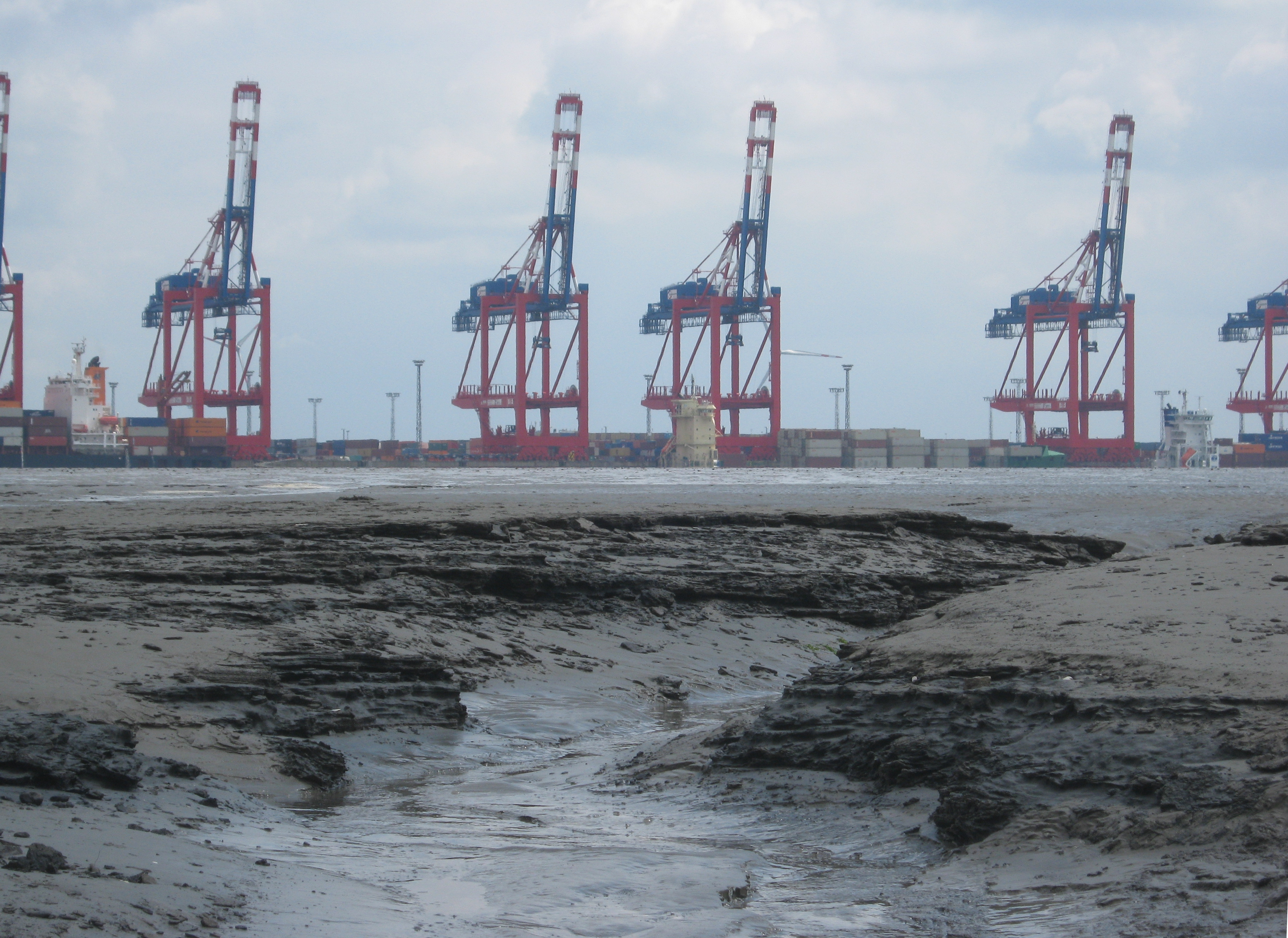
Watt zwischen Langlütjen II und dem Containerterminal Bremerhaven

## Geschichte des Nationalparks
Bereits seit der Ramsar-Konvention von 1971 sind die heutigen Nationalpark-Flächen und auch der Dollart als Feuchtgebiete internationaler Bedeutung geschützt.
1979 legten Hans-Joachim Augst und Holger Wesemüller ein Gutachten vor, das auf Grundlage der Bedeutungsunterschiede verschiedener schutzwürdiger Bereiche des Wattenmeeres ein Zonierungsmodell erarbeitete. Das niedersächsische Raumordnungsprogramm von 1982 gab daraufhin die Entwicklung eines Naturparks „Ostfriesische Inseln und Küste“ als landesplanerisches Ziel vor. Diese Idee wurde ab 1983 aufgegriffen, die Planungen für einen umfassenden Nationalpark begannen. Anfang 1984 erfolgte der grundsätzlich einem Nationalpark zustimmende Kabinettsbeschluss und am 1. Januar 1986 trat die Nationalpark-Verordnung in Kraft.
Gemäß dem UNESCO-Programm „man and biosphere“ wurde der gesamte Nationalpark 1992 als Biosphärenreservat anerkannt, siehe Biosphärenreservat Niedersächsisches Wattenmeer.
Der Nationalpark ist seit 1997 mit den Zonen I und II gemeldetes Fauna-Flora-Habitat-Gebiet nach der europäischen FFH-Richtlinie. Seit 2000 ist er außerdem gemeldetes Vogelschutzgebiet nach der europäischen Vogelschutzrichtlinie. Der Nationalpark gehört somit zum Netzwerk und Schutzregime Natura 2000.
Zunächst war der Nationalpark seit Inkrafttreten 1986 durch eine Verordnung geschützt, die 1999 durch ein Landesgesetz ersetzt wurde. Am 11. Juli 2001 wurde das Gesetz über den Nationalpark „Niedersächsisches Wattenmeer“ (NWattNPG) neu verkündet: Zahlreiche Flächen für den Tourismus wurden aus dem Gültigkeitsbereich des Nationalparks herausgenommen oder in der Zonierung herabgestuft. Dafür wurden ein reines Meeresgebiet vor den Inseln Borkum und Baltrum und das ehemalige Naturschutzgebiet im östlichen Teil des Dollarts mit in den Nationalpark aufgenommen. Die Schutzfläche vergrößerte sich dadurch von 240.000 Hektar auf fast 280.000 Hektar.
Gegen die Herausnahme oder Herabstufung von mehr als 80 Teilflächen für den Tourismus überwiegend auf den ostfriesischen Inseln legte die ostfriesische Naturschutzgruppe Wattenrat Ost-Friesland im Januar 2002 Beschwerde bei der EU-Kommission in Brüssel ein. Die Beschwerde wurde von der Kommission in ein laufendes Vertragsverletzungsverfahren gegen Deutschland eingearbeitet (Beschwerdenummer 2002/4099, Az.: ENV A2/MD/avdm D(2005)6096). Nach mehr als vier Jahren, mit Schreiben vom 25. Oktober 2006, teilte die EU-Kommission dem Wattenrat-Ostfriesland mit, dass das Beschwerdeverfahren geschlossen wurde „da die Bundesrepublik Deutschland mittlerweile ausreichend Gebiete als FFH-Vorschlagsgebiete ausgewiesen hat“ (Az.: ENV A.2/MD/pd D 2006 21119).

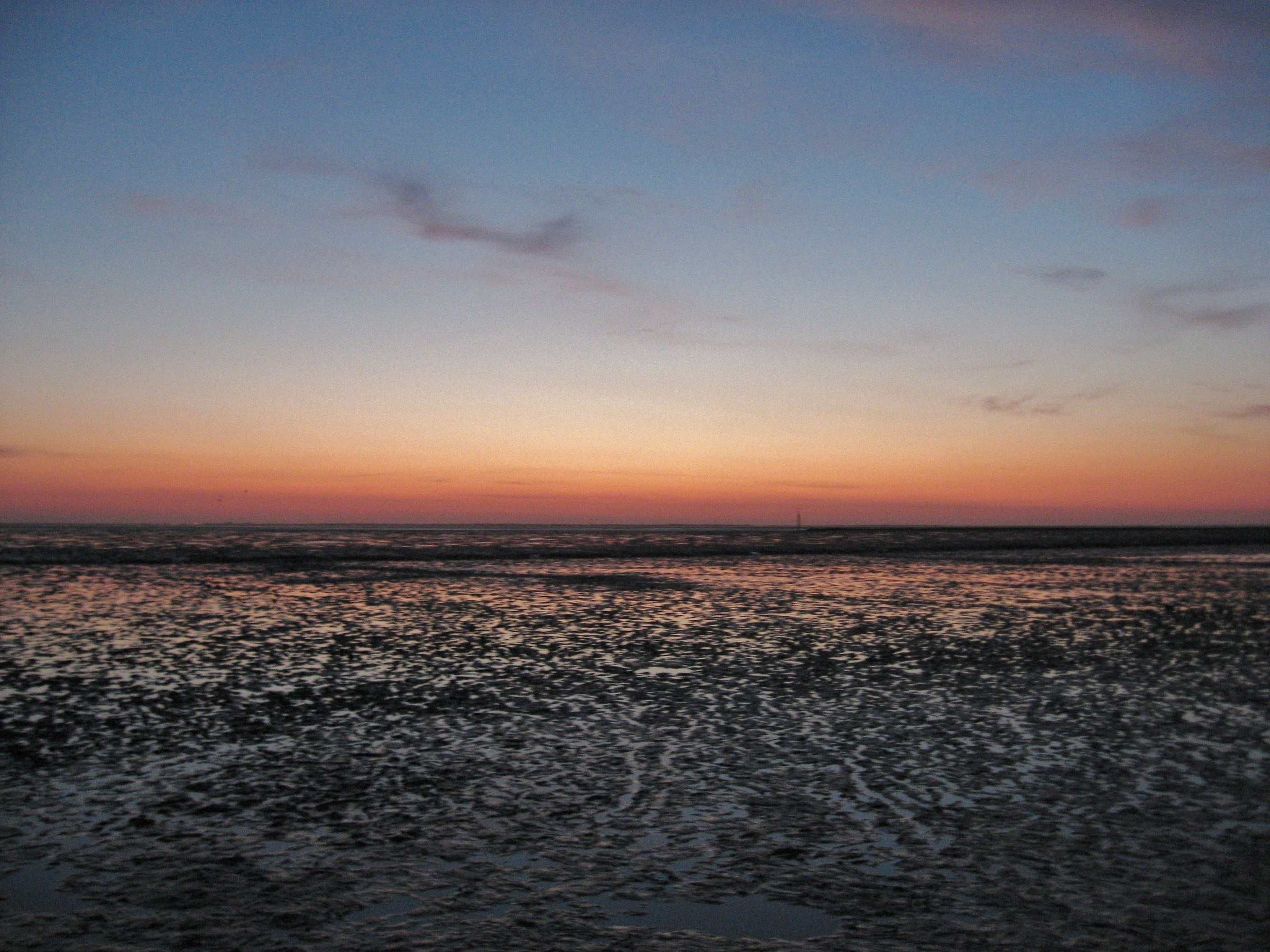
Wattenmeer in der Abenddämmerung

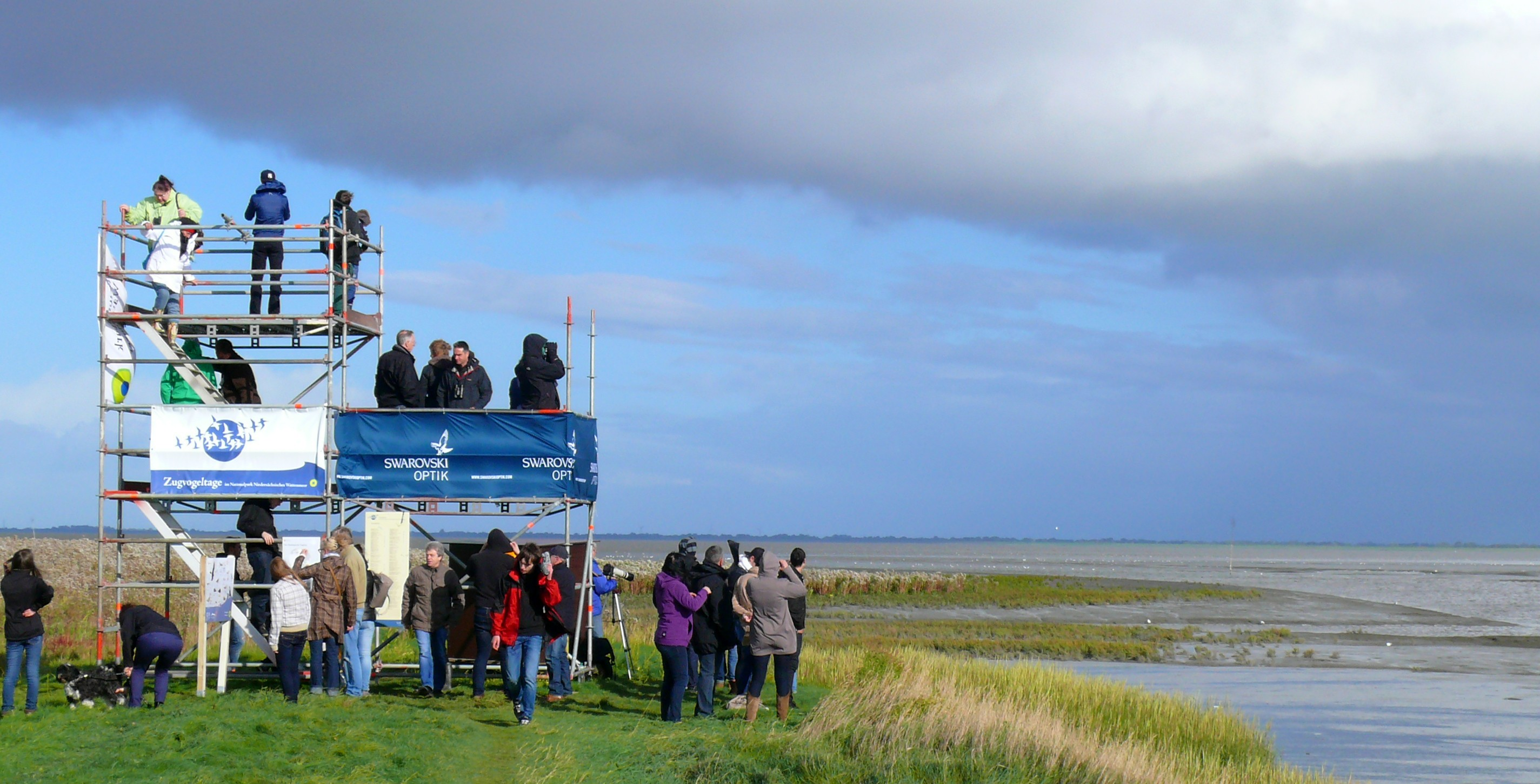
Beobachtungsturm am Vareler Hafen zum Beobachten der Zugvögel am Jadebusen

Im Juli 2006 wurde am Strand von Neßmersiel auf Initiative des Landes Niedersachsen das zwanzigjährige Bestehen des Nationalparks Niedersächsisches Wattenmeer gefeiert. Die niedersächsischen Naturschutzverbände unter der Federführung des WWF begleiteten das 20-jährige Jubiläum mit einer kritischen „Nationalpark-Bilanz“, die detailliert die vielen Nutzungskonflikte aufzeigt.
Dieser Nationalpark wird von der IUCN in der „Category II, National Parks“ gelistet. Dabei ist allerdings zu beachten, dass sich die World Database on Protected Areas (WDPA) an den Meldungen der einzelnen Ländern orientiert und es im Moment keine unabhängige Überprüfung der zugeteilten Kategorien gibt, was zu Fehlern in der Listung führen kann. Auch ist es wichtig zu wissen, dass die Kategorien von I bis VI die Ziele des Schutzgebietsmanagements widerspiegeln, nicht aber ein Indikator für Qualität, oder Erfolg oder Misserfolg, sind. Die „European Environment Agency“ (EAP) listet den Nationalpark Niedersächsisches Wattenmeer allerdings in der „Category V, Protected Landscape“, also in etwa ein Landschaftsschutzgebiet (schriftliche Auskunft des UNEP World Conservation Monitoring Centre (UNEP-WCMC) in Cambridge vom 23. Oktober 2008).
2008 wurde das Wattenmeer in Niedersachsen und Schleswig-Holstein der UNESCO zur Nominierung als UNESCO-Weltnaturerbe vorgeschlagen. Präsident der deutschen UNESCO-Kommission war von 2003 bis 2014 Walter Hirche (FDP), der von 2003 bis 2009 Wirtschaftsminister in Niedersachsen war.
Im Vorfeld der Nominierung des Wattenmeeres als UNESCO-Weltnaturerbe fand im Sommer 2008 eine gutachterliche Bereisung eines Senior Officers der in der Schweiz ansässigen International Union for Conservation of Nature (IUCN) zusammen mit Vertretern der Tourismuswirtschaft im und am Wattenmeer statt. Aus dazu zeitgleich und späteren erschienenen Zeitungsberichten ging jedoch hervor, dass die UNESCO-Nominierung vorrangig als „international wirksames Marketinginstrument für die Tourismuswirtschaft“ dienen soll, zusätzliche Beschränkungen durch Naturschutzmaßnahmen seien damit nicht verbunden.

„Wir müssen das UNESCO-Weltnaturerbe im In- und Ausland bekannt machen und auf die Bedeutung als einzigartiges Ökosystem mit besonderer Artenvielfalt hinweisen, sagt Frieslands Landrat Sven Ambrosy. Bislang weist der Nationalpark Niedersächsisches Wattenmeer trotz seines Alters noch einen vergleichsweise niedrigen Bekanntheitsgrad auf.[…] Nur, wenn eine Region stolz auf sich ist und sie liebt, kann sie sich auch selbst vermarkten.“

„Nach Auffassung der IHK birgt diese internationale Auszeichnung auch große Chancen für den Tourismus. „Mit dem Pfund wird die Region wuchern können und müssen“, erklärte der IHK-Chef. Sollte dem Wattenmeer dieses Prädikat tatsächlich verliehen werden, erhalte die gesamte Nordseeküste ein neues Markenzeichen. Kolck betonte, dass die Anerkennung als Weltnaturerbe keine Veränderung der geltenden Rechtslage mit sich bringe.“

Am 26. Juni 2009 erhielt der Nationalpark Niedersächsisches Wattenmeer zusammen mit dem niederländischen Watt und dem Nationalpark Schleswig-Holsteinisches Wattenmeer in Sevilla die Anerkennung als UNESCO-Weltnaturerbe. Das Hamburgische Wattenmeer wurde am 27. Juni 2011 als UNESCO-Weltnaturerbe anerkannt. Dänemark hat es bisher abgelehnt, seine Wattflächen zu nominieren.
Zum 19. Februar 2010 wurde das Gesetz über den Nationalpark „Niedersächsisches Wattenmeer“ erneut geändert und an das Bundesnaturschutzgesetz angepasst. Durch die Novellierung wurde der Nationalpark um ca. 670 km² überwiegend im Bereich Cuxhaven und im Elbe-Weser Mündungsgebiet vergrößert. Die Gesamtfläche wuchs dadurch auf fast 3500 km².
Am 10. Juni 2021 änderte der Niedersächsische Landtag das Gesetz erneut und fügte Regelungen über den Status des Nationalparks als UNESCO-Biosphärenreservat und als Teil des UNESCO-Weltnaturerbes ein.

## Kritik und Probleme

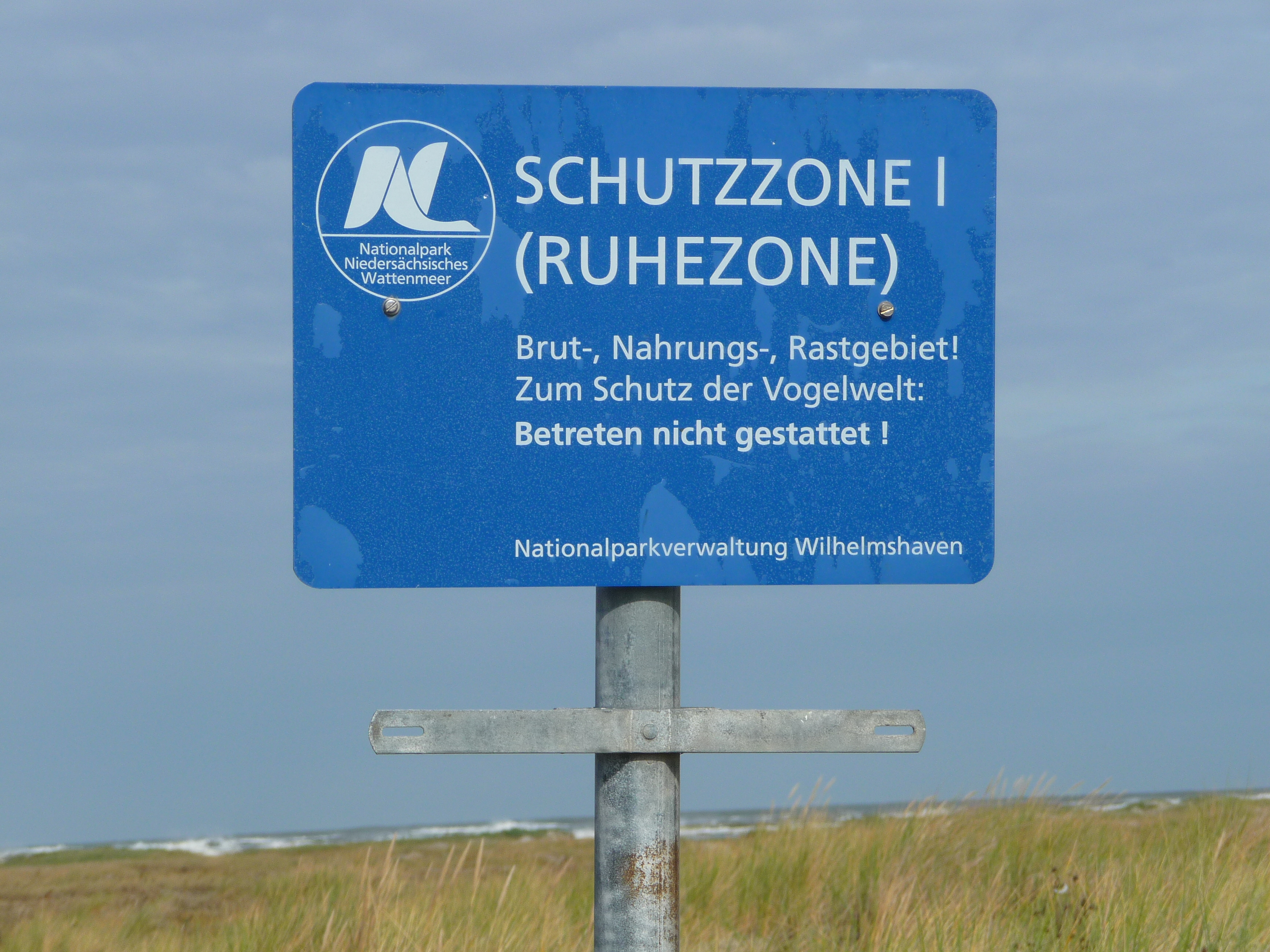
Hinweisschild auf Juist

In der Vergangenheit haben Naturschutzverbände und -gruppierungen die Entwicklung des Nationalparks in Fünfjahresbilanzen kritisch begleitet. Die Verbände arbeiteten damals in der „AG Nationalpark“ unter der Federführung des WWF zusammen.
Der NABU kritisierte zum 25-jährigen Bestehen des Nationalparks „Niedersächsisches Wattenmeer“ 2011, dass Teile des Gebietes trotz der Ausweisung als Nationalpark und Weltnaturerbe nicht wirksam geschützt seien, und forderte einen deutlicheren Schutz aller drei Wattenmeer-Nationalparks. In den vergangenen 25 Jahren seien trotz formalen Schutzes 19 von 33 Vogelarten seltener geworden, darunter Austernfischer und Brandgans. Im Nationalpark fehle ein professionelles Rangersystem zur Betreuung der Schutzgebiete. Ebenfalls problematisch seien ein norddeutsches Konzept zur Netzanbindung von Offshore-Windparks, vermüllte Strände und die geplanten Flussvertiefungen der größeren Flüsse Ems, Weser und Elbe.
Im Nationalpark wird ohne Einschränkung selbst in den strengsten Schutzzonen gefischt. Die von Fischern ausgesetzte Pazifische Auster breitet sich im Park aus. Für den Fang von einem Kilo Nordseegarnelen werden sieben Kilo Beifang in Form von Kleinfischen, Seesternen und anderen Meerestieren an Bord der Kutter geholt. Dieser Beifang wird tot oder verletzt wieder ins Meer gekippt und dient nur noch Möwen als Futter. Trotz Verbot werden jedes Jahr ohne Sanktionen Feuerwerke gestartet. Auf den Inseln im Park töten streunende Hauskatzen viele Vögel, darunter seltene Arten wie Uferschnepfe und Seeregenpfeifer. Windkraftanlagen wurden bis nahe an die Grenze zum Nationalpark gebaut. Wie an allen Meeresküsten in Mitteleuropa werden große Mengen Plastikmüll ans Ufer gespült und die Eutrophierung durch die Nährstofffracht der Nordsee betrifft auch den Park. Es dürfen immer noch Enten und Gänse bei der Zugvogeljagd getötet werden. Im Nationalpark wurden 21 Kitespots für Kitesurfer ausgewiesen, was zur Störung der Rastvögel führt. In den Salzwiesen befinden sich im Abstand von zehn Metern breite Gräben zur Entwässerung, was zum massiven Rückgang der typischen Salzwiesenpflanzen und der dortigen früheren Vogel- und Insektenvielfalt führte.

## Zonierung

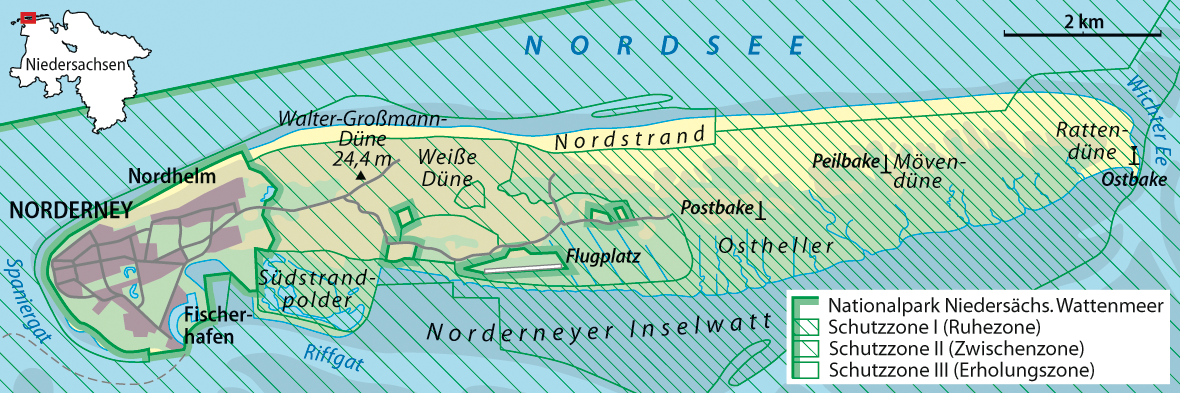
Übersichtskarte der Schutzzonen des Nationalparks Niedersächsisches Wattenmeer am Beispiel der Insel Norderney

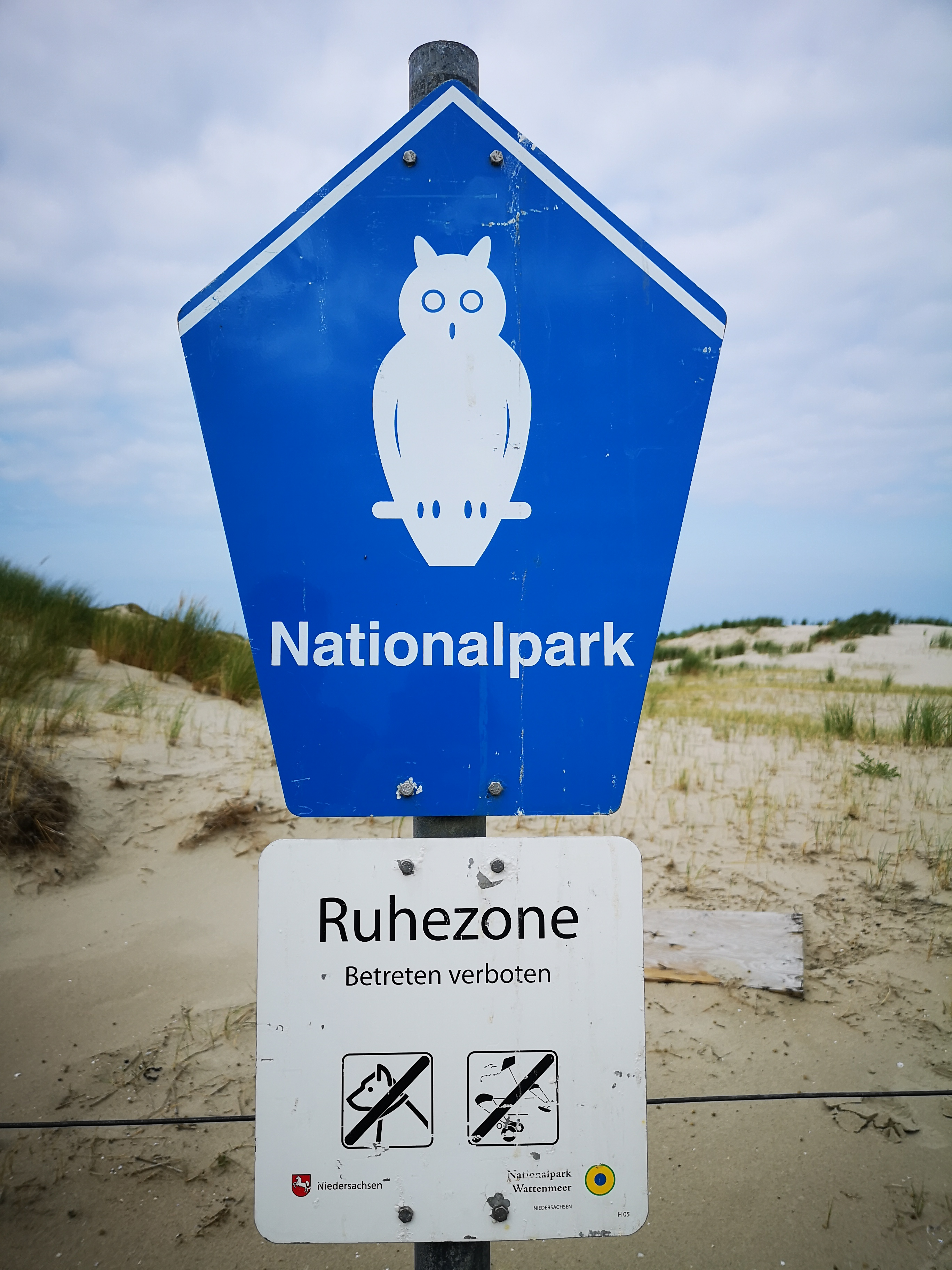
Hinweis auf die Ruhezone am Ostende der Insel Norderney

Der Nationalpark gliedert sich in drei Zonen mit unterschiedlichem Schutzstatus.
- Zone I: Die am strengsten geschützte Ruhezone macht etwa 68,5 Prozent der Fläche aus und darf ganzjährig nur in wenigen Bereichen, beispielsweise auf markierten Wegen oder im Rahmen von geführten Wattwanderungen, betreten werden.
- Zone II: Die Zwischenzone macht 31,0 Prozent der Fläche aus und darf mit Ausnahme ausgewiesener Vogelschutzgebiete auf ausgewiesenen Wegen ganzjährig betreten werden. Die genannten Bereiche dürfen in der Hauptbrut-, Nahrungs- und Rastzeit der Vögel im Jahresverlauf jeweils vom 1. April bis 31. Juli nur auf markierten Wegen betreten werden.
- Zone III: Die Erholungszone macht mit 0,5 Prozent den kleinsten Flächenanteil aus und dient überwiegend den Menschen zur Erholung.

## Schutzgebiete
Aufgrund der Vorkommen zahlreicher seltener und gefährdeter Arten unterliegt der Nationalpark Niedersächsisches Wattenmeer dem Gebietsschutz.

### Fauna-Flora-Habitat-Gebiet
Das FFH-Gebiet Nationalpark Niedersächsisches Wattenmeer mit der Gebietsnummer 2306-301 hat eine Fläche von 276.956,22 ha und ist beschrieben als Küstenbereich der Nordsee mit Salzwiesen, Wattflächen, Sandbänken, flachen Meeresbuchten und Düneninseln. Flugsandüberlagertes Geestkliff mit Küstenheiden, Grasfluren und Dünenwäldern. Teile des Ems- und Weserästuars mit Brackwasserwatt. Die Erholungszone des Nationalparks (ca. 2000 ha) ist nicht Bestandteil der Gebietsmeldung.
Geschützt werden die Lebensraumtypen:
- Sandbänke mit nur schwacher ständiger Überspülung durch Meerwasser
- Ästuarien
- Vegetationsfreies Schlick-, Sand- und Mischwatt
- Lagunen des Küstenraumes (Strandseen)
- Flache große Meeressarme und -buchten (Flachwasserzonen und Seegraswiesen)
- Riffe
- Pioniervegetation mit Salicornia und anderen einjährigen Arten auf Schlamm und Sand (Quellerwatt)
- Schlickgrasbestände (Spartinion maritimae)
- Atlantische Salzwiesen (Glauco-Puccinellietalia maritimae)
- Primärdünen
- Weißdünen mit Strandhafer Ammophila arenaria
- Festliegende Küstendünen mit krautiger Vegetation (Graudünen)
- Entkalkte Dünen mit Empetrum nigrum
- Festliegende entkalkte Dünen der atlantischen Zone (Calluno-Ulicetea)
- Dünen mit Hippophaë rhamnoides
- Dünen mit Salix repens ssp. argentea (Salicion arenariae)
- Bewaldete Dünen der atlantischen, kontinentalen und borealen Region
- Feuchte Dünentäler
- Noch renaturierungsfähige degradierte Hochmoore
- Torfmoor-Schlenken (Rhynchosporion)

Geschützt werden die Anhang-II-Arten: Finte, Flussneunauge, Meerneunauge, Kegelrobbe, Schweinswal, Seehund, Schmale Windelschnecke, Sumpf-Glanzkraut
Geschützt werden die Anhang-IV-Arten: Kreuzkröte

### Vogelschutzgebiet
Das Vogelschutzgebiet Niedersächsisches Wattenmeer und angrenzendes Küstenmeer mit der Gebietsnummer 2210-401 hat eine Fläche von 354.882 ha und ist beschrieben als Küstenbereich der Nordsee mit Salzwiesen, Wattflächen, Sandbänken, flachen Meeresbuchten und Düneninseln sowie Teile des Emsästuars mit Brackwasserwatt und Teil Dollart. In die offene See angrenzende Wasserflächen von 10-12 m Tiefe der 12-Seemeilen-Zone. Für den Vogelschutz ist es ein Feuchtgebiet internationaler Bedeutung, herausragendes niedersächsisches Brut- und Rastgebiet für über 30 Arten des Anhangs I der Vogelschutzrichtlinie der EU und zahlreiche andere Wasser- und Watvogelarten.

## Inseln im Nationalpark
Der Nationalpark beinhaltet auch die Flächen der Inseln Borkum, Lütje Hörn, Memmert, Juist, Norderney, Baltrum, Langeoog, Spiekeroog, Wangerooge, Minsener Oog und Mellum (von West nach Ost).
Große Teile der Inseln gehören zu den Schutzzonen I+II, die unbewohnten Inseln (Lütje Hörn, Memmert, Minsener Oog und Mellum) dürfen ohne Genehmigung ganzjährig nicht betreten werden (Schutzzone I).
Vollständig ausgenommen vom Nationalparkschutz sind lediglich die eigentlichen Siedlungs- und Infrastrukturbereiche auf den bewohnten Inseln. Im Rahmen der Schutzzone III relativ gering geschützt sind des Weiteren bestimmte Inselbereiche, die in erster Linie der Erholung dienen (zum Beispiel ausgewiesene Badestrand-Abschnitte).

## Filmografie
- Im Nationalpark Wattenmeer. Dokumentarfilm, 45 Min., Deutschland, 1998, von Jens-Uwe Heins und Michael Sutor, Produktion: Komplett-Media-GmbH, Grünwald (ISBN 3-89672-492-4)